# Мабарума
Мабарума (англ. Mabaruma) — населённый пункт в государстве Гайана. Административный центр региона Барима-Уайни.

## История
Изначально в этих местах находилась плантация, принадлежавшая семье Брумс. В середине XX века в связи с тем, что населённый пункт Моравханна — административный центр региона Барима-Уайни — сильно страдал от наводнений, правительство Гайаны приняло решение о переносе столицы региона сюда. У семьи Брумс была выкуплена земля, на которой были возведены здания государственных учреждений. В 2017 году Мабарума получил статус «town».

## Население
В 2018 году население Мабарумы составляло 800 человек.